# Wani-wa Junha
Wani-wa Junha (와니와 준하?), noto anche con il titolo internazionale Wanee & Junah, è un film del 2001 scritto e diretto da Kim Yong-gyun.

## Trama
Wa-ni, dietro l'apparenza di ragazza spensierata e sorridente, nasconde un oscuro segreto e un doloroso passato. Il suo fidanzato, Jun-ha, che la ama molto, cerca allora di scoprire cosa prova davvero Wa-ni.

## Distribuzione
In Corea del Sud la pellicola è stata distribuita a partire dal 23 novembre 2001.